# Franz von Epp

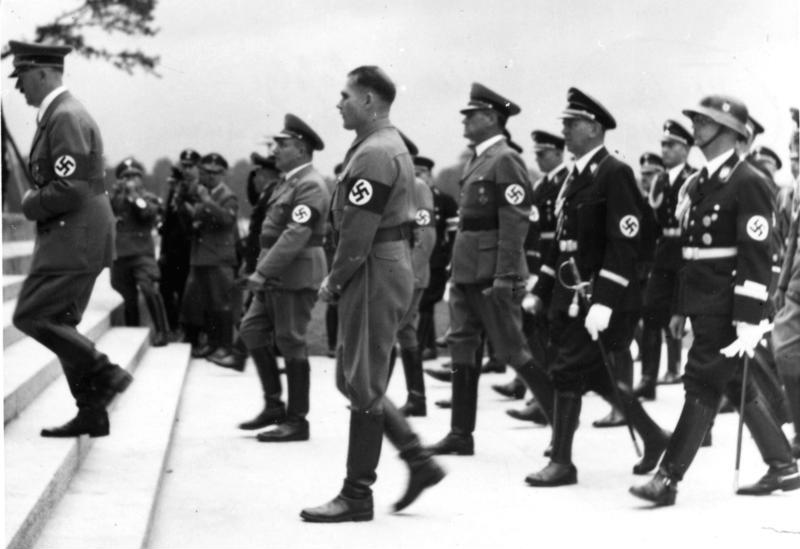
Från vänster: Adolf Hitler, Martin Bormann, Rudolf Hess, Franz von Epp, Julius Schaub och Heinrich Himmler, 6 september 1938.

Franz Xaver Epp, från 1916 Franz Ritter von Epp, född 16 oktober 1868 i München, Bayern, Tyskland, död 31 januari 1947 i München, Tyskland, var en tysk yrkesmilitär och nazistisk politiker. von Epp tjänstgjorde i den kejserliga armén och i Reichswehr fram till 1923. Mellan 1933 och 1945 var han riksståthållare i Bayern.

## Biografi
Franz von Epp var under hela första världskriget befälhavare för det kungliga bayerska livgardet till fot. För sina insatser tilldelades han Militär-Max-Joseph-Orden. År 1919 grundade von Epp Freikorps Epp, en frikår som skulle komma att kommenderas till bland annat Oberschlesien där en revolt hade brutit ut i augusti samma år. Frikåren deltog även i nedslåendet av Bayerska rådsrepubliken och dödade anarkisten Gustav Landauer. von Epps frikår gjorde sig även skyldig till en massaker på medlemmar ur en katolsk arbetarförening.
Adolf Hitler och hans anhängare förövade den så kallade ölkällarkuppen i München i november 1923. von Epp ställde sig avvaktande till kuppen och distanserade sig från Hitler när kuppen hade misslyckats.
År 1933, efter Hitlers maktövertagande, utsågs von Epp till riksståthållare i Bayern, en post han skulle komma att inneha fram till andra världskrigets slut 1945. von Epps politiska inflytande var dock litet, särskilt efter det att han 1934 hade kommit i allvarlig konflikt med Heinrich Himmler och Reinhard Heydrich.
Efter Tredje rikets sammanbrott i maj 1945 greps von Epp av amerikanska soldater. Han avled i krigsfångenskap den 31 januari 1947.